# Міхай Тот
Міхай Тот (угор. Tóth Mihály; 14 вересня 1926, Будапешт — 7 березня 1990, Будапешт) — угорський футболіст, що грав на позиції нападника.
Виступав, зокрема, за клуб «Уйпешт», а також національну збірну Угорщини.

## Клубна кар'єра
Тот народився на території колишньої Югославії, у місті Бездан у Воєводині, де була чисельна угорська громада. У країні народження його ім'я звучить як Міхалі Тот. Протягом 14 років тривала його активна футбольна кар'єра, протягом яких він виступав на позиції лівого нападника у клубі Уйпешт. До складу команди приєднався у 1949 році, а залишив команду у 1963 році.
Протягом своєї лише одного разу, у 1960 році, вигравав чемпіонат Угорщини. «Уйпешт», другий за кількістю виграних трофеїв клуб, у період виступів Тота був понижений до другого дивізіону національного чемпіонату: цей клуб та «Ференцварош» під час революції підтримували заступника заступником міністра спорту, Густава Шебеша, в цих клубах виступали найкращі гравці від армії та поліції, тепер, відповідно вони почали грати у «Кішпешті» та МТК, які тепер виступали під назвою «Гонвед» (Захисник) та «Ворош Лобого» (Червона зірка).
Помер 7 березня 1990 року на 64-му році життя у місті Будапешт.

## Виступи за збірну
1949 року дебютував в офіційних матчах у складі національної збірної Угорщини. Протягом кар'єри у національній команді, яка тривала 9 років, провів у формі головної команди країни лише 6 матчів, забивши 1 гол.
У складі збірної був учасником чемпіонату світу 1954 року у Швейцарії, де разом з командою здобув «срібло». На турнірі він зіграв усього 2 матчі, оскільки на його позиції виступав Золтан Цибор. Першим був матч проти Бразилії, де він отримав можливість зіграти одночасно з Цібором, але він був перевелений на позицію центрального півзахисника, яку міг би закрити Ференц Пушкаш, але останній отримав травму, через що не зміг зіграти.
Той матч був насичений боротьбою та брутальною грою, він увійшов до історії під назвою «Бернська битва», по завершенні першого тайма Міхай Тот залишив поле накульгуючи, це стало наслідком протистояння в атаці між угорцем та Нілтоном Сантусом і Жуаном Карлушем Пінейрою Тот взяв участь у четвертому голі свого клубу, залізши в офсайд та відволікаючи увагу захисників від Шандора Кочиша, який відзначився голом.

## Досягнення
- Чемпіонат світу
  -  Фіналіст (1): 1954 (Швейцарія)

- Чемпіонат Угорщини
  -  Чемпіон (1): 1959/60
  -  Срібний призер (1): 1960/61, 1961/62
  -  Бронзовий призер (1): 1950 (осінь), 1951, 1952, 1957 (весна), 1962/63

- Найкращий спортсмен Угорської Народної Республіки (1951)[2]

- Найкращий спортсмен Угорської Народної Республіки (1954)[3]